# جزیره سیمان
جزیره سیمان (روسی: Симан) یک جزیره به درازای ۴۵ کیلومتر در میان رود اب در استان نووسیبیرسک کشور روسیه است.